# John Cleland
John Cleland (křtěn 24. září 1709, Kingston na Temži, Surrey – 23. ledna 1789, Londýn) byl anglický spisovatel, který se stal proslulý svým erotickým románem Fanny Hill, or Memoirs of a Woman of Pleasure (1748–1749, Fanny Hill: paměti rozkošnice), jenž je považován za první pornografický román vůbec.

## Život
John Cleveland vyrůstal v Londýně, kde jeho otec působil jako důstojník britské armády a později jako státní zaměstnanec. Jeho rodina byla finančně velmi dobře zabezpečena a měla styky v předních londýnských literárních a uměleckých kruzích (mezi rodinné přátele patřil například slavný básník Alexander Pope nebo prozaik Horace Walpole).
Roku 1721 začal Cleland navštěvovat Westminsterskou školu, ale již roku 1723 studia ukončil nebo byl vyloučen (důvod odchodu ze školy je neznámý). Působil jako britský konzul v tureckém Izmiru, pak vstoupil do služeb Východoindické společnosti a v letech 1728 až 1740 pracoval jako její úředník v Bombaji. Poté se vrátil do Londýna, neboť jej o to požádal jeho umírající otec. Po smrti otce začala rodinný majetek spravovat jeho matka, která se rozhodla, že Clelanda nebude finančně podporovat. Důvodem mohlo být to, že vedl bohémský život a prohrával vysoké částky v hazardních hrách. Finanční problémy jej pak nakonec roku 1748 dostaly do vězení pro dlužníky Fleet Prison, kde pro dluh 840 liber (dnes přibližně sto tisíc liber) strávil více než rok.
Ve vězení napsal Cleland svůj slavný erotický román Memoirs of a Woman of Pleasure, známý spíše podle jména hlavní hrdinky Fanny Hill, který vyšel ve dvou částech, první díl v listopadu 1748 a druhý v únoru 1749. Kniha obsahuje v první osobě vyprávěný příběh londýnské kurtizány a je zaměřena na otevřený popis lidského pohlavního styku a některých sexuálních úchylek, nikde však nepřekračuje únosnou hranici. Naopak vykazuje na svou dobu výrazné literární kvality a zobrazuje mravy tehdejší londýnské společnosti a dvojí život vážených politiků, diplomatů, státních úředníků a bohatých obchodníků.
Z vězení byl Cleland propuštěn v březnu roku 1749, ale již v listopadu tohoto roku byl společně s vydavatelem románu znovu zatčen, neboť román vyvolal velké pobouření. Kniha byla stažena z prodeje a Cleland byl postaven před soud, na kterém se od románu distancoval a vyjádřil přání, aby byl v této podobě navždy zapomenut. Roku 1750 pak napsal silně zcenzurovanou verzi, za kterou byl opět zažalován, ale žaloba byla stažena a tato verze mohla být legálně uváděna na trh. Plný text románu nebyl ovšem více než sto let oficiálně vydán a román se šířil v nelegálních a často zkrácených a zvulgarizovaných edicích.
Další Clelandova díla již nedosáhla popularity ani úrovně jeho literární prvotiny (jeho tři divadelní hry nebyly například nikdy uvedeny) a nedokázala jej tudíž nikterak finančně zajistit, což Cleland těžce snášel. Živil se psaním článků pro různé noviny a časopisy a až do smrti své matky ji veřejně odsuzoval za to, že jej finančně nepodporuje. Zemřel roku 1789 v Londýně, kde je také pohřben.

## Dílo

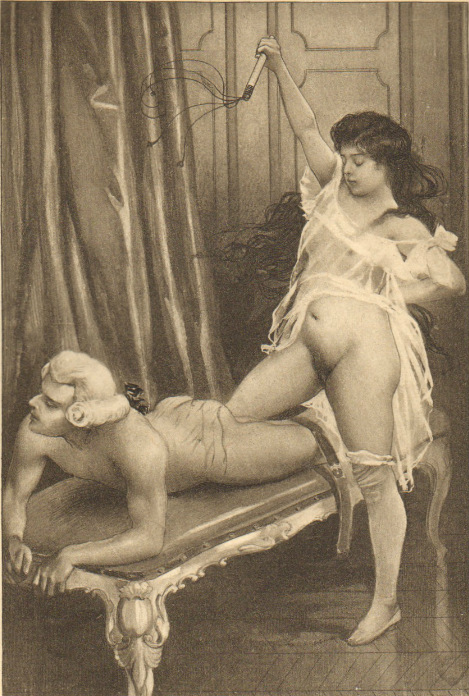
Ilustrace Ědouarda-Henriho Avrila k románu Fanny Hill.

- Memoirs of a Woman of Pleasure, or Fanny Hill (1748–1749, Fanny Hill: paměti rozkošnice), román,
- Memoirs of a Woman of Pleasure, or Fanny Hill (1750), zcenzurovaná, legálně vydávaná verze románu
- Memoirs of a Coxcomb (1751, Paměti hejska), román, který obsahuje parodii na Mary Wortley Montaguovou,
- Memoirs of an Oxford Scholar (1755, Paměti oxfordského studenta), román,
- Titus Vespasian (1755), tragédie
- The Ladies Subscription (1755), komedie
- Tombo-Chiqui, or, The American Savage (1758, Tombo-Chiqui aneb americký divoch), komedie,
- The Surprises of Love (1748, Překvapení lásky), sbírka milostných příběhů,
- The Woman of Honour (1768, Žena cti), román.

## Filmové adaptace
- Fanny Hill (1964), americký film, režie Russ Meyer, v titulní roli Letícia Románová,
- Fanny Hill (1968), švédský film, režie Mac Ahlberg, v titulní roli Diana Kjærová,
- Fanny Hill (1983), britský film, režie Gerry O'Hara, v titulní roli Lisa Fosterová,
- Paprika (1991), italský film, režie Tinto Brass, v titulní roli Debora Capriogliová,
- Fanny Hill (1995), britský film, režie Valentine Palmer, v titulní roli Cheryl Dempseyová,
- Fanny Hill (2007), britský televizní seriál, režie James Hawes, v titulní roli Rebecca Nightová.

## Česká vydání
- Fanny Hill: Memoáry nevěstky, Václav Petr, Praha 1929, přeložil Karel Jaroslav Obrátil, dva svazky (první díl vydal ještě roku 1931 jako soukromý tisk Kroužek přátel erotiky a kuriosity Život v Praze),
- Fanny Hillová: memoáry kurtizány, Iris, Praha 1991, přeložil Zdeněk Abé,
- Fanny Hill: paměti rozkošnice, Iris, Praha 1999, přeložil Karel Holman, znovu Levné knihy KMa, Praha 2003 a XYZ, Praha 2006.